# Глинская пустынь
Рождества Пресвятой Богородицы Глинская пустынь (укр. Різдва Богородиці Глинська Пустинь) — ставропигиальный мужской монастырь Украинской православной церкви, расположенный в селе Сосновка Глуховского района Сумской области в нескольких километрах от российско-украинской границы.

## История
По преданию, Глинская пустынь основана на месте явления в начале XVI века местным пчеловодам на сосне чудотворной Глинской иконы Рождества Пресвятой Богородицы.
В конце 1689 года по просьбе монахов Молченского Печерского Путивльского монастыря патриарх Иоаким приписал Глинскую пустынь к их обители, что было ещё раз подтверждено соответствующим указом царей Петра Алексеевича и Иоанна Алексеевича от 1693 года.

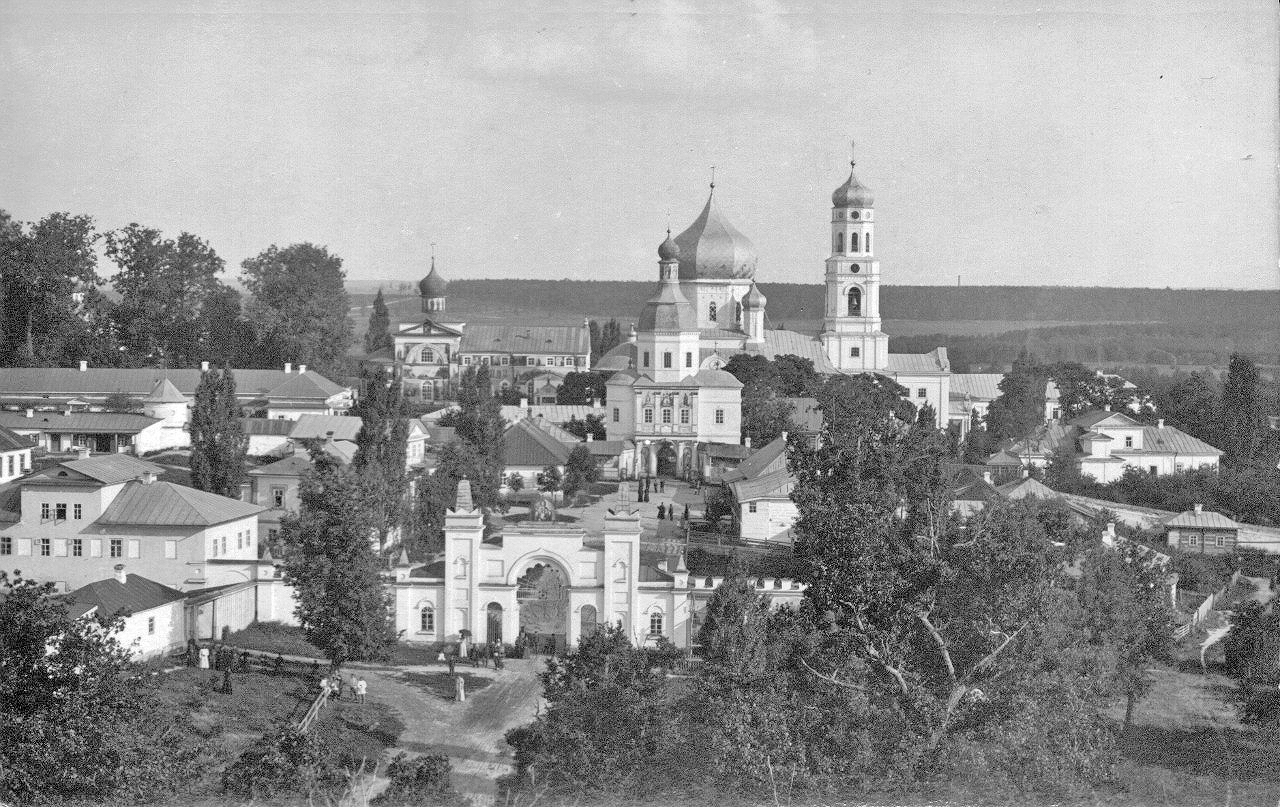
Пустынь до революции 1917 года

В 1703 году Пётр I пожаловал Крупецкую волость (к ней относилась и Глинская пустынь) гетману Мазепе, который в том же году передал волость в ведение Киевской епархии; не будучи формально отделённой от Молченского Печерского Путивльского монастыря, Глинская пустынь на деле вновь обрела самостоятельность. В 1708 году после измены гетмана Мазепы Крупецкая волость была пожалована Петром I Александру Меншикову, который стал щедрым благотворителем Глинской пустыни. В 1715 году по просьбе иноков обители и с разрешения Меншикова пустынь снова перешла в ведение Киевской епархии.
После опалы Меншикова (1727) Глинская пустынь снова официально передана в ведение Молченского Печерского Путивльского монастыря (указ царицы Анны Иоанновны от 1731 года). Окончательное отделение от Путивльского монастыря последовало в 1764 году, когда Глинская пустынь была объявлена самостоятельным заштатным монастырём.
XIX век — период расцвета Глинской пустыни, которая славится своими старцами.
Монастырь закрыт и осквернён в 1922 году. Чудотворная Глинская икона вывезена в село Шалыгино, после чего бесследно исчезла (ныне известны лишь списки). На территории бывшего монастыря находились поочерёдно детский городок, сельскохозяйственная артель, колхоз, промкомбинат.
Во время Великой Отечественной войны пустынь, находившаяся на оккупированной территории, была вновь открыта немецкими властями в 1942 году.
Коммунистическая власть вновь закрыла монастырь, 12 июля 1961 года монахи были выселены из монастыря, здания и всё имущество бывшей обители переданы Сосновскому дому инвалидов.
В августе 1994 года Глинская пустынь была вновь открыта.

### Монастырь сегодня
Монастырь поднимается из руин: перестроен надвратный храм, расширена построенная после открытия монастыря Никольская церковь, строятся новые здания. Монахи живут по чиноположению Афонской горы (как это и было до закрытия обители). Ранний подъём, длинные богослужения и послушания. На территории монастыря также работают заводы — молочный, свечной — и работает иконописная мастерская.

## Настоятели
- преподобный игумен Филарет (Данилевский) († 1841)
- схиархимандрит Иоанникий (Гомолко) (1888 — 12 марта 1912)
- архимандрит Геронтий (Хованский) (25 сентября 1994 — 1995), наместник
- архимандрит, затем епископ Лука (Коваленко) (2005 — 23 декабря 2010), наместник
- наместник монастыря Антоний (Крипак), с 23 декабря 2010 года архимандрит, с 13 мая 2012 года епископ.

## XX век, прославление Глинских святых
8 мая 2008 года Священный синод Украинской православной церкви принял решение о канонизации 13-ти подвижников Глинской пустыни. 25 марта 2009 года Священный синод УПЦ благословил включить в Собор Глинских святых ещё три имени. 30 ноября 2017 года Архиерейский собор Русской православной церкви благословил общецерковное почитание Собора Глинских святых и включил их имена в месяцеслов Русской православной церкви.